# Озерки (Усманский район)
Озерки́ — деревня Березняговского сельсовета Усманского района Липецкой области.
Озерки известны со второй половины XIX века.
Название — от небольших неглубоких западинных озёр. 

## Население
| 2008 | 2010 | 2011 |
| ---- | ---- | ---- |
| 11   | ↘5   | →5   |